# 理论动态
《理论动态》是1976年由中共中央党校创办的限制级别发行的内部刊物，旨在探讨中国共产党党政领导关注的思想理论。《理论动态》在1978年5月10日的第60期发表了南京大学教授胡福明撰写的《实践是检验真理的唯一标准》一文，引发了全国性的真理标准大讨论。